# 安芸守定

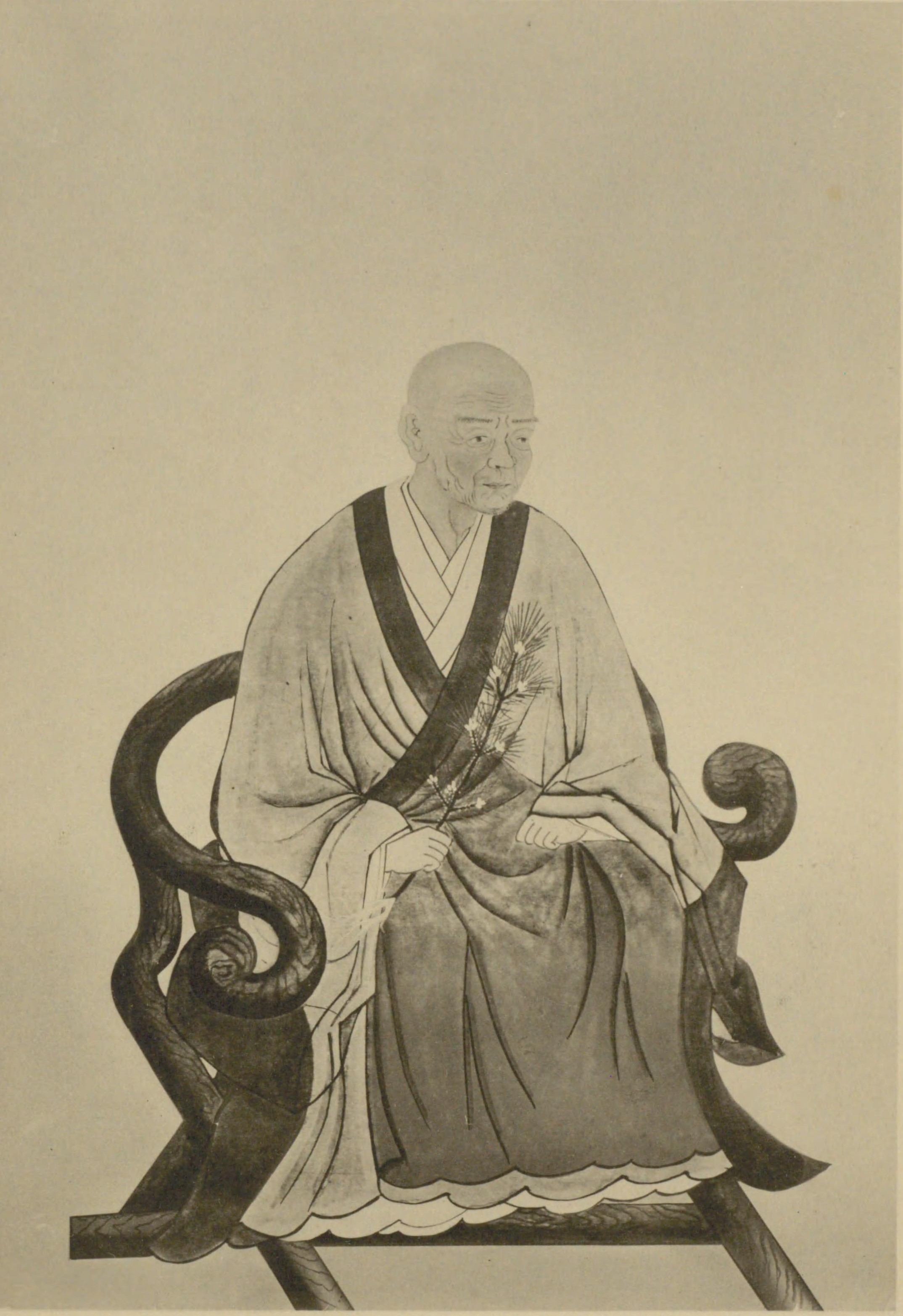
藤浪剛一『医家先哲肖像集』より安芸守定

安芸 守定（あき もりさだ、生没年不詳）は、南北朝時代の医師。

## 経歴・人物
日本における婦人科医の祖とされる人物。
安芸平氏の出。延文3年=正平13年（1358年）室町幕府第2代将軍足利義詮の側室、紀良子の出産（のちの第3代将軍の義満）にあたる。その功により尚薬となり、嘉慶年間には従四位上に叙し大膳職に任ぜられた。安芸家の子孫は代々足利家の産事を掌り、その記録として『御産所日記』がある。守定の薬としては産前産後薬「神仙散」が知られる。